# Рудник Поум
Рудник Поум (Poum) — гірничодобувний майданчик у Меланезії на острові Нова Каледонія (заморське володіння Франції).
Починаючи з останньої чверті XIX століття було видано кілька гірничих дозволів на пошуки в гірському масиві Поум кобальту, міді та хрому, проте в жодному з випадків так і не виявили комерційно привабливих родовищ. У часи Другої світової війни отримано перший дозвіл на пошуки нікелю, а з 1954 по 1965 роки в Поум велись обмежені нікелеві розробки, якими опікувались Lafleur та Ballande (наразі наступники цих бізнесів діють як Société Minière du Sud Pacifique SA (SMSP) та Société des Mines de la Tontouta (SMT) і мають чимало копалень по всьому острову).
У другій половині 1960-х права на розробку Поум викупила в Lafleur та Ballande компанія PATINO Mining Corporation, яка розраховувала спорудити тут гірничо-металургійний комплекс та заснувала під цей проєкт дочірню структуру Compagnie française d'entreprises minières métallurgiques et d'investissements (COFREMMI). Втім, реалізувати проєкт так і не вдалось і станом на середину 1990-х ліцензії щодо ділянок в Поумі опинились у Société Minière du Sud Pacifique SA (SMSP). В 1997-му SMSP відправила з Поум перший вантаж руди, проте невдовзі уклала угоду з найвідомішою новокаледонською гірничою компанією Société le Nickel (SLN) щодо обміну цього рудника на родовище Коніамбо, за умовами якої мала припинити розробку Поум не пізніше 2002 року.
З 2008-го SLN відновила розробку Поум, проте протягом перших років тут велись лише обмежені роботи із відправкою споживачам двох суден з рудою на рік. Втім, план розробки передбачав її активізацію наприкінці 2010-х, коли руда Поум з підвищеною кислотністю могла б бути задіяна у операціях належного SLN металургійного заводу в Доніамбо. У 2019-му дійсно почались широкомасштабні роботи і в 2021-му на Поум вже видобули 755 тисяч тонн руди.
Розробка Поум ведеться традиційним для Нової Каледонії відкритим способом.
Безпосередньо експлуатацією рудника займалась компанія Société de navigation et de Roulage de Poum (SONAREP). У 2023-му навколо неї виник пов'язаний з шахрайством скандал, що призвело до зупинки видобутку. Серед операцій SONAREP виявили оплати ненаданих послуг, а замовлені на індонезійській верфі три баржі (за відсутності повноцінних портових споруд перевантаження руди на рудовози відбувається саме за допомогою барж) були з підозрілою швидкістю передані іншому власнику без надходження коштів на рахунки SONAREP.